# Oxalaia
Genre
Espèce
Oxalaia est un genre de dinosaure théropode appartenant à la famille des Spinosauridae et ayant vécu au Cénomanien (base du Crétacé supérieur, il y a environ 100 millions d'années) dans ce qui est actuellement le Brésil.
L'unique espèce Oxalaia quilombensis, qui n'est connue que par des restes crâniens très fragmentaires décrits en 2011, est actuellement le plus grand théropode à avoir été découvert au Brésil et la troisième espèce de spinosauridés provenant de ce pays.

## Étymologie
Le genre Oxalaia fut décrit par Alexander Kellner et ses collègues en 2011 et dérive du nom Oxalá, la divinité masculine la plus respectée dans le panthéon des dieux africains. Le nom de l'espèce quilombensis dérive quant à elle de l'expression portugaise quilombo, l'endroit où les quilombola, les descendants des premiers esclaves brésiliens, vivaient, et dont l'île brésilienne de Cajual d'où proviennent les ossements d'Oxalaia fait entre autres partie.

## Description

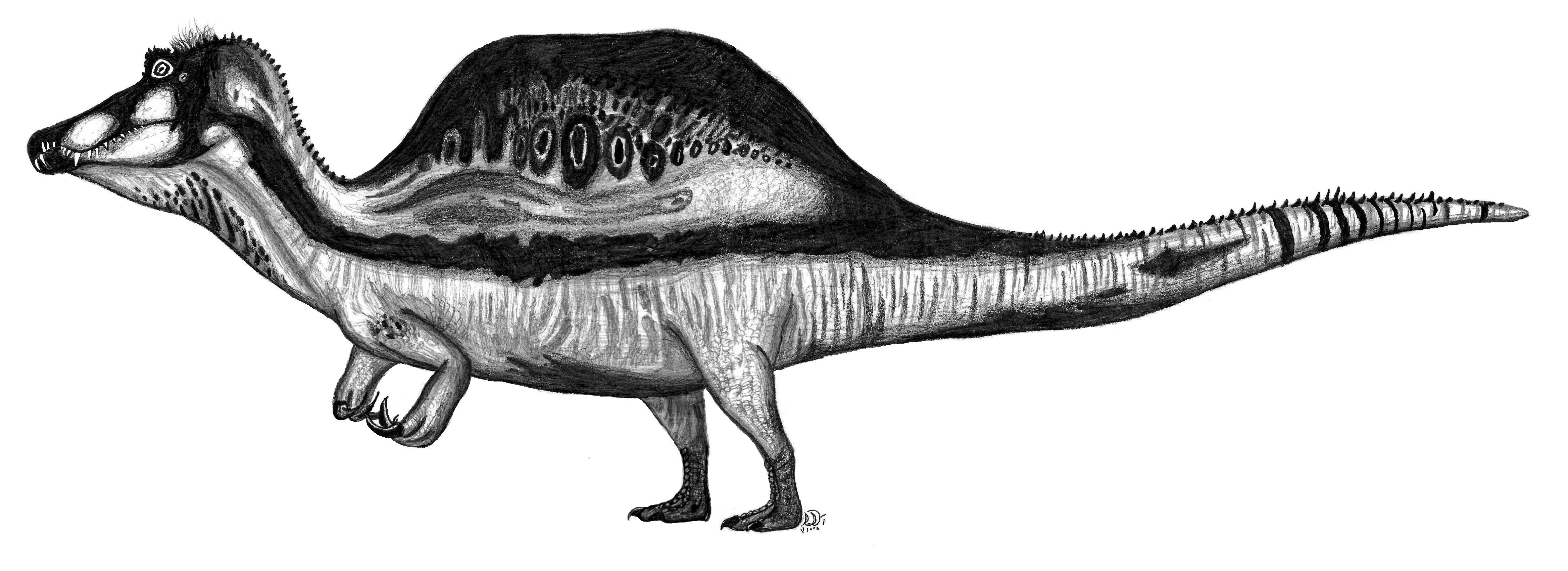
Restauration hypothétique de O. quilombensis sur la base de son proche parent Spinosaurus.

Oxalaia quilombensis est un dinosaure théropode dont le matériel ne comprend que l'extrémité antérieure des deux prémaxillaires fusionnés entre eux (extrémité antérieure du museau) ainsi qu'un maxillaire droit incomplet (partie latérale du museau). Ces ossements crâniens fragmentaires permettent néanmoins de rapprocher ce dinosaure au clade des Spinosauridae, un groupe de théropodes au museau long et étroit pourvu de dents coniques, et plus spécifiquement aux Spinosaurinae, des spinosauridés dont les dents cannelées sont dépourvues de denticules. Ces derniers comprennent entre autres le large théropode Spinosaurus ayant vécu en Afrique du Nord à la même époque et Oxalaia se rapproche nettement de ce genre au niveau de la morphologie du museau. Néanmoins, Oxalaia se distingue de Spinosaurus et du spinosauriné brésilien Angaturama limai  par, entre autres, une extension maximale des prémaxillaires au niveau des troisième et quatrième alvéoles, une face ventrale des prémaxillaires fortement sculptée et la présence de deux dents de remplacement associées à la troisième dent du museau. Cette dernière caractéristique morphologique, plusieurs dents de remplacement au sein d'une même alvéole dentaire, semble n'avoir jamais été observée auparavant chez un théropode.
|  | Baryonyx walkeri          |
|  |                           |
|  | Suchomimus tenerensis     |
|  |                           |
|  | Cristatusaurus lapparenti |
|  |                           |

|  | Irritator challengeri (=? Angaturama limai)                                              |
|  |                                                                                          |
|  | Oxalaia quilombensis                                                                     |
|  |                                                                                          |
|  | \| \| Spinosaurus aegyptiacus[4] \| \| \| \| \| \| Spinosaurus maroccanus[9] \| \| \| \| |
|  |                                                                                          |
|  | Spinosaurus aegyptiacus                                                                  |
|  |                                                                                          |
|  | Spinosaurus maroccanus                                                                   |
|  |                                                                                          |

|  | Spinosaurus aegyptiacus |
|  |                         |
|  | Spinosaurus maroccanus  |
|  |                         |

|  | Baryonyx walkeri          |
|  |                           |
|  | Suchomimus tenerensis     |
|  |                           |
|  | Cristatusaurus lapparenti |
|  |                           |

|  | Irritator challengeri (=? Angaturama limai)                                              |
|  |                                                                                          |
|  | Oxalaia quilombensis                                                                     |
|  |                                                                                          |
|  | \| \| Spinosaurus aegyptiacus[4] \| \| \| \| \| \| Spinosaurus maroccanus[9] \| \| \| \| |
|  |                                                                                          |
|  | Spinosaurus aegyptiacus                                                                  |
|  |                                                                                          |
|  | Spinosaurus maroccanus                                                                   |
|  |                                                                                          |

|  | Spinosaurus aegyptiacus |
|  |                         |
|  | Spinosaurus maroccanus  |
|  |                         |

La comparaison des restes crâniens d'Oxalaia avec ceux de Spinosaurus permet d'extrapoler ses proportions. Des estimations donnent ainsi au crâne une taille avoisinant les 135 centimètres et un corps dont la longueur est comprise entre 12 et 14 mètres pour une masse se situant entre 5 et 7 tonnes.

Comparaison à l'échelle de l'homme.

### Articles liés
- Spinosauridae
- Spinosaurus
- Angaturama
- Irritator